# Esquizofasia
La Esquizofasia o "ensalada de palabras" es un lenguaje que es confuso y a menudo repetitivo, sintomático de varias enfermedades mentales.
Generalmente se asocia con una presentación maníaca del trastorno afectivo bipolar y otros síntomas de enfermedades mentales graves, como psicosis, que incluye esquizofrenia. Se caracteriza por un uso aparentemente confuso de palabras sin significado aparente o relación asociada a ellas. En este contexto, se considera un síntoma de un trastorno formal del pensamiento. En algunos casos, la esquizofasia puede ser un signo de esquizofrenia asintomática; p.ej. la pregunta "¿Por qué la gente cree en Dios?" podría obtener una respuesta que consiste en una serie de palabras comúnmente asociadas con la religión u oración pero unidas sin tener en cuenta las reglas del lenguaje.
La esquizofasia debe contrastarse con otro síntoma de alteración cognitiva y deslizamiento cognitivo que involucra ciertos arreglos idiosincráticos de las palabras. Con este síntoma, el lenguaje puede o no ser gramaticalmente correcto dependiendo de la gravedad de la enfermedad y los mecanismos particulares que han sido afectados por la enfermedad.
Los códigos de diagnóstico estadounidenses de la DSM-V no codifican específicamente este trastorno, aunque lo incluyen como un síntoma bajo el diagnóstico de esquizofrenia.